# El Gelech
El Gelech és una masia de Tona (Osona) inclosa a l'Inventari del Patrimoni Arquitectònic de Catalunya.

## Descripció
Masia de petites dimensions, amb teulada a dues vessants desiguals, que donen un aire d'irregularitat a la casa. La part més rica de laca rau en la façana principal, puix que en ella s'hi obre el portal adovellat amb un escudet, amb inscripcions gòtiques, així com finestres de factura gòtica. Quant al material emprat cal destacar l'ús de pedra vermella. A la façana esquerra s'hi afegit un cos, ara en molt mal estat de preservació i amenaça ruïna (possiblement les antigues quadres). A la façana dreta s'hi troben quatre contraforts.

## Història
Es té coneixença d'aquesta masia a partir dels segles xii i xiii a endavant. Aquest mas va sobreviure a la pesta negra i a les calamitats del segle xiv. En el fogatge de 1553 figura un tal Miquel Galec com a cap de casa de la demarcació de Tona. Encara a l'any 1869 el Galech és citat en tant al nomenclàtor oficial de la província de Barcelona con en una enumeració de les "casas del campo" de Tona.